# Orlíček obecný

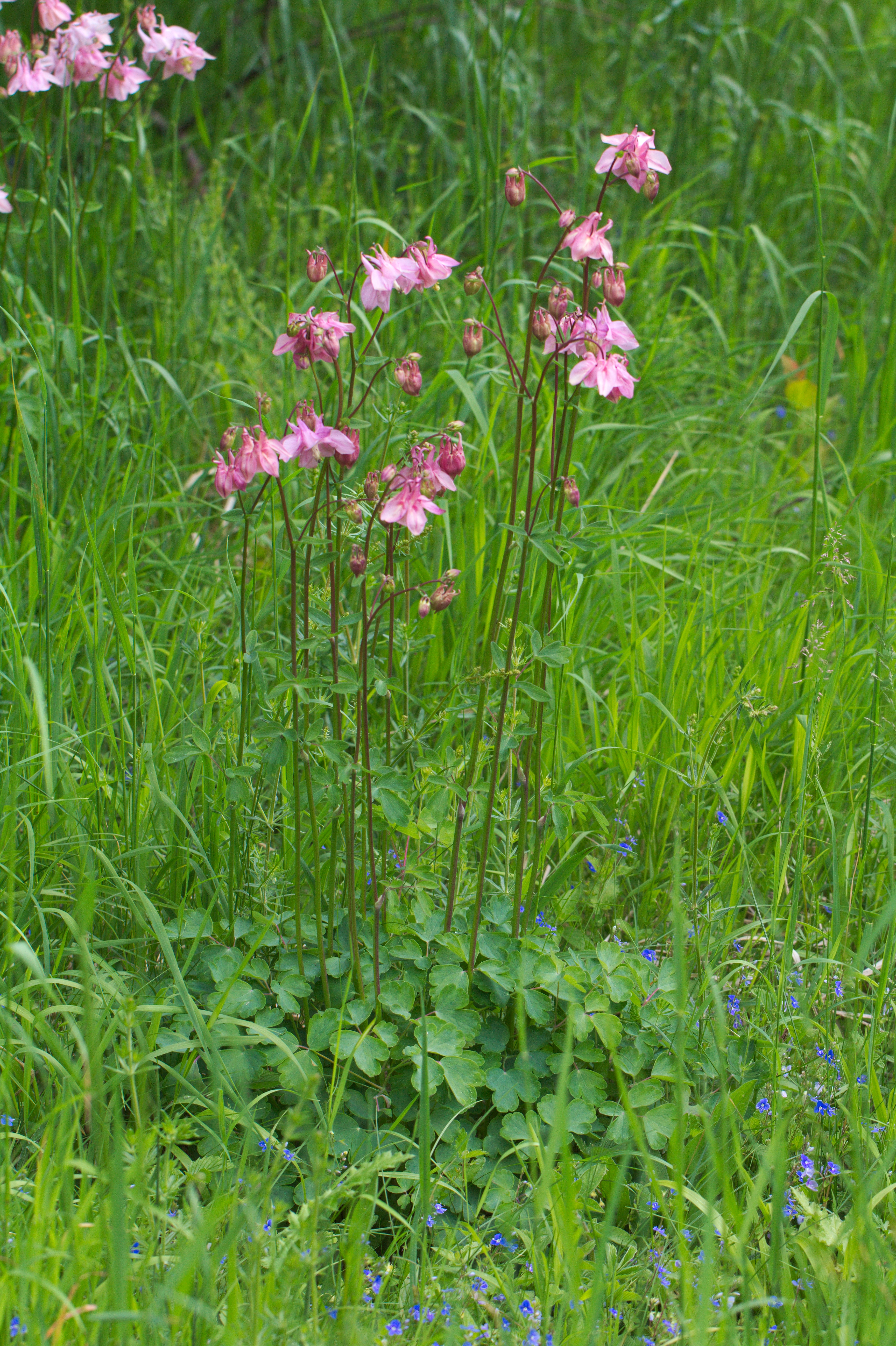
Orlíček obecný (Aquilegia vulgaris) v lokalitě Milská stráň (přírodní památka) – status ohrožení v ČR: C3 (ohrožený)

Orlíček obecný (Aquilegia vulgaris) je druh rostliny z čeledi pryskyřníkovité (Ranunculaceae). V roce 1985 se stal německou Rostlinou roku.

## Popis
Jedná se o vytrvalou rostlinu dorůstající nejčastěji výšky 30–60 cm s krátkým silným oddenkem. Lodyha je přímá, větvená, téměř lysá, v horní části řídce trochu chlupatá, někdy nahoře řídce žláznatá. Přízemní listy jsou dlouze řapíkaté, složené, 2x trojčetné, lístky v obrysu okrouhlé až eliptické, na okraji vroubkované až laločnaté. Lodyžní listy jsou s kratšími řapíky, nejvyšší pak přisedlé, nejvyšší až jednoduché. Čepele jsou svrchu zelené, naspodu nasivělé, chlupaté až olysalé. Květy jsou na dlouhých stopkách v řídkém vrcholičnatém květenství, jsou většinou modré až modrofialové barvy, ale často se objevují i různé barevné odchylky a pak mohou být růžové až bílé, u pěstovaných i vícebarevné. Kališních lístků je 5, jsou petaloidní (napodobující korunu), zbarvené standardně modře, řidčeji růžově až bíle, jsou vejčitého tvaru, nejčastěji 18–30 mm dlouhé a asi 10–12 mm široké. Korunních lístků je taky 5, stejné barva jako kališní, jsou kornoutovitého tvaru na bázi s asi 13–22 cm dlouhou na konci zakřivenou ostruhou, kde jsou nektária. Kvete v květnu až v červenci. Tyčinek je mnoho, jsou nahloučené ve svazečku, vnitřní jsou sterilní, tyčinky nepřesahují korunní lístky, nebo jen o málo (do 2, zřídka až o 4 mm). Gyneceum je apokarpní, pestíků je nejčastěji 5. Plodem je měchýřek, vyvnikle žilnatý, nejčastěji 15–20 cm dlouhý. Měchýřky jsou uspořádány do souplodí. Počet chromozomů je 2n=14.

## Rozšíření
Orlíček obecný roste téměř po celé Evropě, chybí na jihu Balkánu, na úplném severu Evropy a na Islandu, na východ je rozšířen po evropské Rusko. Člověkem byl zavlečen do Severní Ameriky. V České republice je celkem běžný druh rozšířený od nížin do hor, roste na loukách i ve světlých listnatých lesích. Je také často pěstován jako okrasná rostlina. Je jedovatý, obsahuje isochinolinové alkaloidy a kyannogenní glykosidy.

## Variabilita
Variabilní druh, je uznáváno více poddruhů, v ČR ale roste jen subsp. vulgaris. Na Slovensku je někdy rozlišován příbuzný druh orlíček slovenský (Aquliegia longisepala Zimmeter), taxonomická hodnota je ale sporná.

## Použití
Trvalka do volných výsadeb, záhonů, větších skalek a k řezu. Vhodná jako solitéra v sadovnické výsadbě nebo dominanta ve výsadbě v záhonu. Jsou pěstovány především evropské a americké barevné kultivary tohoto druhu označované orlíček zkřížený Aquilegia × cultorum.
Rostlina působí v experimentu poruchy dechu, srdeční činnosti a křeče. Po požití šťávy z čerstvé rostliny se u člověka mohou dostavit bolesti hlavy, slabost, po větších dávkách i průjem. Otravy u zvířat nebyly pozorovány, poněvadž dobytek se rostlinám na pastvě i v píci vyhýbá.
Orlíček byl však dříve užíván i v medicíně, jak o tom svědčí dílo renesančního lékaře Pietra Mattioliho, který ve svém herbáři popisuje jeho vnitřní i zevní použití. Později byl využíván už jen v lidovém léčitelství. Za léčivé byly považovány všechny části rostliny (kořen, nať, květ i semeno), ale nejčastěji se používalo semen a květů (odvaru, nálevu, prášku), a to zejména při žloutence, jaterních chorobách, jako kloktadlo při zánětech v krku a zevně při různých kožních vyrážkách.
V literatuře jsou také zmínky o upotřebení květů jako jedné z náhražek pravého čaje.

## Pěstování
Preferuje humózní a výživné, přiměřeně vlhké půdy, podle některých zdrojů ale spíše vlhké a s vyšším obsahem vápníku. Vhodné je osluněné stanoviště, snese polostín.